# Зиринг, Иэн
Иан Э́ндрю Зи́ринг (англ. Ian Andrew Ziering; родился 30 марта 1964, Ньюарк, Нью-Джерси) — американский актёр, известный своей ролью Стива Сандерса в молодёжном телесериале «Беверли-Хиллз, 90210».

## Ранние годы
Иан Зиринг родился в Ньюарке, штат Нью-Джерси в семье Мики и Пола Зиринг, исповедующих иудаизм. У него есть два брата — Джефф и Барри, разница с которыми составляет больше, чем 10 лет. Вырос в Вест-Орандж, где окончил среднюю школу в 1982 году, а также колледж Уильяма Питерсона в Уэйне, Нью-Джерси 1988. Произносит своё имя как «Айен» (англ. EYE-an) вместо традиционного «Иен» (англ. EE-an).

## Карьера
Оказаться в шоу-бизнесе ему помогала мать. Иан начал свою карьеру на телевидении и радио, когда ему было 12 лет. Сыграл в нескольких голливудских фильмах, пристроенный туда агентом по талантам.
В 1990 году Зиринг получил роль Стива Сандерса в сериале «Беверли-Хиллз, 90210». Он принял участие в четвёртом сезоне шоу «Танцы со звёздами» канала ABC, где его партнёршей была Шерли Бёрк, выигравшая соревнование во втором и третьем сезонах с Дрю Лачи и Эммиттом Смитом, соответственно. Иан добрался до полуфинала и получил три десятки от судей, однако этого оказалось недостаточно, чтобы попасть в финал. По результатам шоу, он с Шерил выбыл из проекта на следующий день, 15 мая 2007.
В 2006 году Иан снялся в короткометражном фильме «Против понедельника», который сам же снял и спродюсировал — фильм получил премию Audience Choice Award в 2006 году на кинофестивале в Форт-Лодердейле. Кроме того, в 2006 году актёр получил премию фестиваля в Монако в номинации «Лучший актёр» за исполнение роли Фрэнсиса в независимом фильме «Мужской клуб».
Иан также появился в шоу «Военно-юридическая служба», «За что тебя люблю», «Доктора» (в роли Эрика Алдриха) и «Направляющий свет» (в роли Камерона Сюарта). Озвучил главного героя Эдисона Трента в игре «Freelancer».
18 июня 2007 года журнал Variety сообщил, что Иан пробовался на место Боба Баркера в качестве ведущего в шоу «Подходящая цена», однако в итоге работа ушла к Дрю Кэри. Интересно, что бывшая жена Иана, Никки, принимала участие в шоу с 1999 по 2002 года.
На официальном сайте и на странице MySpace выложил несколько «вебизодов» (коротких видеороликов) со своим участием. Долгое время ходили слухи, что актёр появится в шоу «90210: Новое поколение», однако сам актёр ответил, что не заинтересован в этом проекте.

## Личная жизнь
4 июля 1997 года женился на Никки Шиллер, а в феврале 2002 года пара развелась, указав причиной «непримиримые разногласия». 3 февраля 2010 года спустя примерно 12 месяцев после знакомства актёр объявил о своей помолвке с медсестрой Эрин Кристин Людвиг (англ. Erin Kristine Ludwig). 28 мая 2010 пара поженилась в Ньюпорт-Бич в Калифорнии. 31 октября 2010 стало известно, что пара ожидает появления своего первенца, девочки, в апреле 2011. 25 апреля на свет появилась Миа Лорен Зиринг (англ. Mia Loren Ziering), весом 7 фунтов, 6 унций. Девочку назвали в честь скончавшейся матери актёра, Мики. Ровно два года спустя, в тот же день 25 апреля 2013 года у пары родилась вторая дочь, которую назвали Пенна Мэй Зиринг (англ. Penna Mae Ziering).
Увлекается ездой на мотоцикле и автомобилях, много времени посвящает спорту. В данный момент проживает в Лос-Анджелесе.

## Фильмография

### Кино
| Кино | Кино                                                            | Кино                                           | Кино               | Кино           |
| Год  | Название                                                        | В оригинале                                    | Роль               | Примечания     |
| ---- | --------------------------------------------------------------- | ---------------------------------------------- | ------------------ | -------------- |
| 1981 | Бесконечная любовь                                              | Endless Love                                   | Сэмми Баттерфилд   |                |
| 1995 | Нет пути назад                                                  | No Way Back                                    | Виктор Серлано     |                |
| 1995 | Сават                                                           | Savate                                         | Кейн Паркер        | сразу на видео |
| 1997 | Могучие утята                                                   | Mighty Ducks. The Movie: The First Face-Off    | Уайлдвинг          | озвучивание    |
| 2005 | Домино                                                          | Domino                                         | Играет самого себя |                |
| 2006 | Мужской клуб                                                    | Stripped Down                                  | Фрэнсис            |                |
| 2007 | Тираннозавр ацтеков                                             | Tyrannosaurus Azteca                           | Кортес             |                |
| 2010 | Тайное бегство                                                  | Elopement                                      | Дэвид              |                |
| 2011 | Легенда о Максимусе Наикрутейшем (также: Типа Крутые Спартанцы) | The Legend Of Awesomest Maximus                | Тестикулус         |                |
| 2012 | Папа-досвидос                                                   | That's My Boy                                  | Донни в ТВ-версии  |                |
| 2012 | Звёздный путь МакКенны                                          | An American Girl: McKenna Shoots for the Stars | Мистер Брукс       |                |
| 2013 | Змея и Мангуст                                                  | Snake & Mongoose                               | Кит Блэк           |                |
| 2017 | Убить выпускной                                                 | F the Prom                                     | Кен Рид            |                |

### Телевидение
| Телевидение | Телевидение                               | Телевидение                         | Телевидение                           | Телевидение                 |
| Год         | Название                                  | В оригинале                         | Роль                                  | Примечания                  |
| ----------- | ----------------------------------------- | ----------------------------------- | ------------------------------------- | --------------------------- |
| 1981        | Любовь к жизни                            | Love Of Life                        |                                       |                             |
| 1981        | Доктора                                   | The Doctors                         | Эрик Алдрих                           | 1 эпизод                    |
| 1986        | Направляющий свет                         | The Guiding Light                   | Кэмерон Стьюарт                       |                             |
| 1988        | ABC Специально после школы                | ABC Afterschool Specials            | Рэнди Форрестер                       | 1 эпизод                    |
| 1990        | Школьные каникулы на CBS                  | CBS Schoolbreak Special             | Донни                                 | 1 эпизод                    |
| 1990        | Женаты… с детьми                          | Married With Children               | Парнишка                              | 1 эпизод                    |
| 1990-2000   | Беверли-Хиллз, 90210                      | Beverly Hills, 90210                | Стив Сандерс                          | 292 эпизода                 |
| 1991        | Легенда о принце Валианте                 | The Legend Of Prince Valiant        |                                       | 2 эпизода, озвучивание      |
| 1992        | Мелроуз-Плейс                             | Melrose Place                       | Стив Сандерс                          | 3 эпизода                   |
| 1993-1996   | Мыши-рокеры с Марса                       | Biker Mice From Mars                | Винни                                 | 65 эпизодов, озвучивание    |
| 1994        | ААА! Настоящие монстры                    | Aaahh!!! Real Monsters              | Гладж                                 | 1 эпизод, озвучивание       |
| 1995        | Женщины на каникулах                      | The Women Of Spring Break           | Джордж Пек                            | телевизионный фильм         |
| 1996        | Соблазн подсознания                       | Subliminal Seduction                | Даррин Дэнвер                         | телевизионный фильм         |
| 1996        | Могучие утята                             | Mighty Ducks                        | Уайлдвинг                             | 3 эпизода, озвучивание      |
| 1998        | Девушка с характером                      | V.I.P.                              | самого себя / Питер                   | эпизод «Кровавый Вэл-ентин» |
| 1998-2000   | Годзилла                                  | Godzilla: The Series                | Ник Татопулос                         | 39 эпизодов                 |
| 1999        | Бэтмен будущего                           | Batman Beyond                       | Мейсон Форрест                        | 1 эпизод, озвучивание       |
| 1999        | Лодка любви: Новая волна                  | The Love Boat: The Next Wave        | Джошуа Крамб                          | 1 эпизод                    |
| 1999        | Бэтмен будущего: Полнометражный фильм     | Batman Beyond: The Movie            | Мейсон Форрест                        | озвучивание                 |
| 2000        | Дважды в жизни                            | Twice In A Lifetime                 | Доктор Стивен Уивер / Ланс Кенсингтон | 1 эпизод                    |
| 2001        | Внутри Шварца                             | Inside Schwartz                     | Паркер                                | 1 эпизод                    |
| 2001        | Военно-юридическая служба                 | JAG                                 | Капитан Уилльям Шепард                | 1 эпизод                    |
| 2002        | Сын пляжа                                 | Son Of The Beach                    | Гарри Джонсон                         | 2 эпизода                   |
| 2002        | За что тебя люблю                         | What I Like About You               | Пол Коди                              | 1 эпизод                    |
| 2003        | Человек-паук                              | Spider-Man                          | Гарри Озборн                          | 13 эпизодов                 |
| 2006-2007   | Мыши-рокеры с Марса                       | Biker Mice From Mars                | Винни                                 | 27 эпизодов                 |
| 2007        | Мультреалити                              | Drawn Together                      | Чейз Хаффингтон                       | 1 эпизод, озвучивание       |
| 2007        | На краю жизни                             | Side Order Of Life                  | Брайан Фаулер                         | 3 эпизода                   |
| 2008        | Огненный смерч                            | Lava Storm                          | Джон Уилсон                           | телевизионный фильм         |
| 2009        | Рождественская надежда                    | The Christmas Hope                  | Натан Эндрюс                          | телевизионный фильм         |
| 2010        | C.S.I.: Место преступления Нью-Йорк       | CSI: NY                             | Том Вайр                              | 1 эпизод                    |
| 2011        | Счастливо разведённые                     | Happily Divorced                    | Глава команды поддержки               | 1 эпизод                    |
| 2013        | Акулий торнадо                            | Sharknado                           | Фин Шеперд                            | телевизионный фильм         |
| 2014        | Акулий торнадо 2: Второй по счёту         | Sharknado 2: The Second One         | Фин Шеперд                            | телевизионный фильм         |
| 2015        | Акулий торнадо 3                          | Sharknado 3: Oh Hell No!            | Фин Шеперд                            | телевизионный фильм         |
| 2015        | Лавалантула                               | Lavalantula                         | Фин Шеперд                            | телевизионный фильм         |
| 2016        | Акулий торнадо 4: Пробуждение             | Sharknado: The 4th Awakens          | Фин Шеперд                            | телевизионный фильм         |
| 2017        | Акулий торнадо 5: Глобальное роение       | Sharknado 5: Global Swarming        | Фин Шеперд                            | телевизионный фильм         |
| 2018        | Последний акулий торнадо: как раз вовремя | The Last Sharknado: It’s About Time | Фин Шеперд                            | телевизионный фильм         |
| 2019        | Болотная тварь                            | Swamp Thing                         | Дэниэл Кэссиди/ Синий дьявол          | телесериал                  |
| 2019        | 90210                                     | BH90210                             | Играет самого себя / Стив Сандерс     | телесериал                  |
| 2019        | Приливная волна зомби                     | Zombie Tidal Wave                   | Хантер Шоу                            | телевизионный фильм         |

### Короткометражные фильмы
| Короткометражные фильмы | Короткометражные фильмы | Короткометражные фильмы | Короткометражные фильмы     | Короткометражные фильмы |
| Год                     | Название                | В оригинале             | Роль                        |                         |
| ----------------------- | ----------------------- | ----------------------- | --------------------------- | ----------------------- |
| 2005                    | Шесть месяцев спустя    | Six Months Later        | Майкл                       |                         |
| 2006                    | Против понедельника     | Man vs. Monday          | Дэн Смит                    |                         |
| 2009                    | Седьмой шаг             | Step Seven              | Ричард Миллер / Брат Авраам |                         |
| 2010                    | Безнадёжно преданный    | Hopelessly Devoted      |                             |                         |

### Видеоигры
| Видеоигры | Видеоигры            | Видеоигры    | Видеоигры  | Видеоигры |
| Год       | Название             | Роль         | Примечания |           |
| --------- | -------------------- | ------------ | ---------- | --------- |
| 2003      | Freelancer           | Эдисон Трент |            |           |
| 2007      | Biker Mice From Mars | Винни        |            |           |